# Sławomir Abramowicz
Sławomir Abramowicz (ur. 9 czerwca 2004 w Warszawie) – polski piłkarz grający na pozycji bramkarza w klubie Jagiellonia Białystok.

## Kariera juniorska
Abramowicz grał jako junior w Victorii Sulejówek (do 2016), Escoli Varsovii Warszawa (2016–2019) i Varsovii Warszawa (2019–2020).

## Kariera seniorska

### Polonia Warszawa
Abramowicz przeszedł do Polonii Warszawa 1 lipca 2020. Zadebiutował u nich 10 października 2020 w wygranym 3:0 spotkaniu przeciwko KS Wasilków, zachowując wtedy też swoje pierwsze czyste konto. Łącznie dla tego klubu rozegrał 13 meczów zachowując 6 czystych kont.

### Jagiellonia II Białystok
Abramowicz przeniósł się do Jagiellonii Białystok 23 sierpnia 2021. W jej rezerwach zadebiutował 8 września 2021 w przegranym 0:1 spotkaniu przeciwko Świtowi Nowy Dwór Mazowiecki. Pierwsze czyste konto zachował 19 września 2021 w meczu z Sokółem Aleksandrów Łódzki (wyg. 2:0). Ostatecznie w barwach tej drużyny wystąpił 44 razy, nie wpuszczając piłki do siatki w 11 spotkaniach.

### Jagiellonia Białystok
Abramowicz zadebiutował w pierwszej drużynie Jagielloni Białystok 1 września 2022 w wygranym 0:1 spotkaniu Pucharu Polski przeciwko Odrze Opole, zachowując wtedy też swoje pierwsze czyste konto.

## Kariera reprezentacyjna

### Polska U-18
Abramowicz wystąpił dwukrotnie w reprezentacji Polski U-18. Były to starcia rozegrane 25 marca 2022 i 7 czerwca 2022 kolejno ze Szwajcarią (wyg. 0:1) i ze Słowenią (0:0).

### Polska U-20
Abramowicz zaliczył pierwszy występ w kadrze Polski U-20 15 listopada 2024 w przegranym 2:3 spotkaniu przeciwko Włochom.

### Polska U-21
Abramowicz zadebiutował w reprezentacji Polski U-21 1 czerwca 2024 w meczu z Macedonią Północną (przeg. 1:2).

## Statystyki

### Klubowe
(aktualne na koniec sezonu 2024/2025)
| Klub                     | Sezon              | Liga               | Liga  | Liga   | Puchar kraju | Puchar kraju | Europa | Europa | Suma  | Suma   |
| Klub                     | Sezon              | Liga               | Mecze | Bramki | Mecze        | Bramki       | Mecze  | Bramki | Mecze | Bramki |
| ------------------------ | ------------------ | ------------------ | ----- | ------ | ------------ | ------------ | ------ | ------ | ----- | ------ |
| Polonia Warszawa         | 2020/21            | III liga           | 13    | 0      | 0            | 0            | –      | –      | 13    | 0      |
| Polonia Warszawa         | Ogólnie            | Ogólnie            | 13    | 0      | 0            | 0            | 0      | 0      | 13    | 0      |
| Jagiellonia II Białystok | 2021/22            | III liga           | 17    | 0      | 0            | 0            | –      | –      | 17    | 0      |
| Jagiellonia II Białystok | 2022/23            | III liga           | 14    | 0      | 0            | 0            | –      | –      | 14    | 0      |
| Jagiellonia II Białystok | 2023/24            | III liga           | 13    | 0      | 0            | 0            | –      | –      | 13    | 0      |
| Jagiellonia II Białystok | Ogólnie            | Ogólnie            | 44    | 0      | 0            | 0            | 0      | 0      | 44    | 0      |
| Jagiellonia Białystok    | 2022/23            | Ekstraklasa        | 3     | 0      | 2            | 0            | –      | –      | 5     | 0      |
| Jagiellonia Białystok    | 2023/24            | Ekstraklasa        | 0     | 0      | 5            | 0            | –      | –      | 5     | 0      |
| Jagiellonia Białystok    | 2024/25            | Ekstraklasa        | 31    | 0      | 3            | 0            | 17     | 0      | 51    | 0      |
| Jagiellonia Białystok    | Ogólnie            | Ogólnie            | 34    | 0      | 10           | 0            | 17     | 0      | 61    | 0      |
| Ogólnie w karierze       | Ogólnie w karierze | Ogólnie w karierze | 91    | 0      | 10           | 0            | 17     | 0      | 118   | 0      |

### Reprezentacyjne
(aktualne na dzień 29 grudnia 2024)
| Reprezentacja      | Rok                | Mecze | Bramki |
| ------------------ | ------------------ | ----- | ------ |
| Polska U-18        | 2022               | 2     | 0      |
| Ogólnie            | Ogólnie            | 2     | 0      |
| Polska U-20        | 2024               | 1     | 0      |
| Ogólnie            | Ogólnie            | 1     | 0      |
| Polska U-21        | 2024               | 1     | 0      |
| Ogólnie            | Ogólnie            | 1     | 0      |
| Ogólnie w karierze | Ogólnie w karierze | 4     | 0      |

| Mecze i gole w reprezentacji | Mecze i gole w reprezentacji | Mecze i gole w reprezentacji | Mecze i gole w reprezentacji | Mecze i gole w reprezentacji | Mecze i gole w reprezentacji | Mecze i gole w reprezentacji | Mecze i gole w reprezentacji    |
| Polska U-18                  | Polska U-18                  | Polska U-18                  | Polska U-18                  | Polska U-18                  | Polska U-18                  | Polska U-18                  | Polska U-18                     |
| Lp.                          | Data                         | Miejsce                      | Gospodarz                    | Gość                         | Wynik                        | Gol                          | Rozgrywki                       |
| ---------------------------- | ---------------------------- | ---------------------------- | ---------------------------- | ---------------------------- | ---------------------------- | ---------------------------- | ------------------------------- |
| 1.                           | 25.03.2022                   | Baden                        | Szwajcaria U-18              | Polska U-18                  | 0:1                          |                              | Mecz towarzyski                 |
| 2.                           | 07.06.2022                   | Krško                        | Słowenia U-18                | Polska U-18                  | 0:0                          |                              | Mecz towarzyski                 |
| Polska U-20                  |                              |                              |                              |                              |                              |                              |                                 |
| Lp.                          | Data                         | Miejsce                      | Gospodarz                    | Gość                         | Wynik                        | Gol                          | Rozgrywki                       |
| 1.                           | 15.11.2024                   | Białystok                    | Polska U-20                  | Włochy U-20                  | 2:3                          |                              | Turniej Ośmiu Narodów 2024/2025 |
| Polska U-21                  |                              |                              |                              |                              |                              |                              |                                 |
| Lp.                          | Data                         | Miejsce                      | Gospodarz                    | Gość                         | Wynik                        | Gol                          | Rozgrywki                       |
| 1.                           | 01.06.2024                   | Radom                        | Polska U-21                  | Macedonia Północna U-21      | 1:2                          |                              | Mecz towarzyski                 |

## Sukcesy
- Superpuchar Polski 2024[12]